# Centro Nacional de Tiro
Il Centro Nacional de Tiro, noto anche come Centro Olímpico de Tiro, è un impianto sportivo situato nel quartiere Deodoro di Rio de Janeiro per la pratica del tiro a volo e del tiro a segno. Ha una capienza di 7 577 persone.

## Storia
L'impianto è stato appositamente realizzato tra il 2006 e il 2007 per ospitare le gare di tiro dei XV Giochi panamericani. Nel 2011 è stato utilizzato per le gare di tiro dei V Giochi mondiali militari. Nel luglio del 2014 hanno avuto inizio i lavori di ristrutturazione delle sette zone di tiro per poter adempiere alle richieste del Comitato Olimpico Internazionale e dell'International Shooting Sport Federation in vista dei futuri giochi olimpici.
Nel 2016 l'impianto è stato quindi usato per le gare di tiro a segno e tiro a volo dei Giochi della XXXI Olimpiade e anche per le gare di tiro a segno e tiro a volo dei XV Giochi paralimpici estivi. Terminati i giochi, l'uso è passato all'esercito brasiliano. Nel giugno 2016, l'impianto è stato dedicato a Guilherme Paraense, vincitore della gara di pistola militare individuale alle Olimpiadi di Anversa del 1920 nonché primo atleta brasiliano a vincere una medaglia d'oro olimpica.